# Roberta Hübner
Roberta Hübner (* 11. August 1965 in Bad Schwartau) ist eine Richterin am Bundesfinanzhof (BFH), Deutschlands höchstem Gericht für das Steuerrecht. Seit September 2023 ist sie Vorsitzende Richterin.

## Laufbahn
Roberta Hübner studierte Rechtswissenschaften an den Universitäten von Hamburg und Singapur. Sie schloss das Studium 1989 mit dem ersten Staatsexamen ab. 1993 folgte nach dem Referendariat das zweite Staatsexamen. Anschließend war Roberta Hübner zunächst als Wirtschaftsjuristin in der Rechtsabteilung eines Unternehmens in Hamburg tätig, wechselte in eine Rechtsanwaltskanzlei in Frankfurt am Main. 1996 begann sie ihre Laufbahn im Justizdienst des Landes Sachsen-Anhalt. 1999 wurde sie Staatsanwältin bei der Staatsanwaltschaft Halle und im Mai 2002 Richterin am Finanzgericht Sachsen-Anhalt. Zum 1. September 2009 wurde sie zur Richterin am Bundesfinanzhof ernannt. Sie gehört dort dem für die Ertragsbesteuerung von Einzelgewerbetreibenden und der Rentenbesteuerung zuständigen X. Senat des Bundesfinanzhofes an; seit dem 1. September 2023 hat sie den Vorsitz des Senats inne.